# PB28
 je agonist sigma-2 receptora.
On je izveden iz cikloheksil-piperazina.

## Spoljašnje veze
- PB28+compound на 